# A Debreceni VSC 2015–2016-os európaikupa-szereplése
A Debreceni VSC az Európa-liga 2015–2016-os szezonjában a 2014–2015-ös magyar bajnokság 4. helyezettjeként szerzett indulási jogot, mégpedig úgy, hogy a Ferencvárosi TC megnyerte a Magyar Kupát és 2. lett a bajnokságban, így az UEFA szabályzatának 3.04 pontjának értelmében a bajnokság 4. helyezettje az európai kupa induló, és nem a Magyar Kupa-döntő vesztese.

## Európa-liga, 1. selejtezőkör
2015. június 22-én a svájci Nyonban megtartott sorsoláson a debreceni csapat kiemelt volt és az 5. kalapba került. A következő klubok közül kaphatott ellenfelet: a montenegrói FK Sutjeska Nikšić, a kazah Ordabaszi Simkent FK, az észt JK Sillamäe Kalev, a litván FK Atlantas Klaipėda és a máltai Balzan Youths FC. Végül a montenegrói csapat lett az első selejtezőkörben az ellenfél.

### 1. mérkőzés
A FK Sutjeska Nikšić a montenegrói bajnokság második helyezettjeként indulhatott az Európa-liga küzdelmeiben.
| 2015. július 2. 18.30 (CEST) |

| Debreceni VSC                          | 3 – 0               | FK Sutjeska Nikšić            |
| -------------------------------------- | ------------------- | ----------------------------- |
| Mihelič 16' Brković 71' 63' Sidibe 74' | (1 – 0) Jegyzőkönyv | 47' Ognjanović 90+2' Šofranac |

| Nagyerdei stadion, Debrecen Nézőszám: 5 744 Játékvezető: Raymond Crangle (északír) Asszisztensek: Andrew Neeson, James Eakin |

| Debrecen | Sutjeska |

Használt rövidítések (magyar rövidítés – angol rövidítés – poszt):
| - KA – GK – kapus - V – DF – hátvéd - S – SW – söprögető - JV – RB – jobb oldali védő - KV – CB – középső védő - BV – LB – bal oldali védő - JSZV – RWB – jobb szélső védő - BSZV – LWB – bal szélső védő | - KP – MF – középpályás - VKP – DM – védekező középpályás - BKP – LM – bal oldali középpályás - KKP – CM – középső középpályás - JKP – RM – jobb oldali középpályás | - JSZ – RW – jobb szélső - BSZ – LW – bal szélső - TKP – AM – támadó középpályás | - CS – ST, FW – csatár - JCS – RF – jobb oldali csatár - KCS – CF – középső csatár - BCS – LF – bal oldali csatár |

| DEBRECENI VSC: |    |                      |         |
|                |    |                      |         |
| K              | 87 | Verpecz István       |         |
| JV             | 77 | Aleksandar Jovanović |         |
| V              | 25 | Dušan Brković        | 63' 71' |
| V              | 17 | Mészáros Norbert     |         |
| BV             | 69 | Korhut Mihály        |         |
| JKP            | 10 | Rene Mihelič         | 16'     |
| KP             | 33 | Varga József         |         |
| KP             | 55 | Szakály Péter        |         |
| BKP            | 27 | Bódi Ádám            | 85'     |
| BCS            | 16 | Balogh Norbert       | 46'     |
| JCS            | 70 | Kulcsár Tamás        | 66'     |
| Cserék:        |    |                      |         |
| K              | 22 | Božidar Radošević    |         |
| KP             | 6  | Zsidai László        | 85'     |
| V              | 24 | Igor Morozov         |         |
| CS             | 26 | Ibrahima Sidibe      | 46' 74' |
| V              | 28 | Nagy Zoltán          |         |
| CS             | 44 | Tisza Tibor          |         |
| CS             | 88 | Horváth Zsolt        | 66'     |
| Vezetőedző:    |    |                      |         |
| Kondás Elemér  |    |                      |         |

| FK SUTJESKA:        |    |                     |       |
|                     |    |                     |       |
| K                   | 23 | Marko Radović       |       |
| JV                  | 50 | Slavko Lukić        |       |
| V                   | 3  | Dejan Ognjanović    | 47'   |
| V                   | 22 | Aleksandar Šofranac | 90+2' |
| BV                  | 16 | Nikola Stijepović   |       |
| BKP                 | 14 | Jovan Nikolić       |       |
| VKP                 | 7  | Draško Božović      |       |
| VKP                 | 21 | Miloš Vučić         | 59'   |
| TKP                 | 8  | Stevan Kovačević    |       |
| JKP                 | 26 | Matija Vujović      |       |
| KCS                 | 99 | Masato Fukui        |       |
| Cserék:             |    |                     |       |
| K                   | 12 | Suad Ličina         |       |
| KP                  | 7  | Srdja Kosović       |       |
| CS                  | 11 | Filip Vorotović     |       |
| V                   | 15 | Nikola Popović      |       |
| KP                  | 19 | Stefan Lončar       |       |
| V                   | 24 | Igor Ćuković        |       |
| V                   | 30 | Marko Vučić         | 59'   |
| Vezetőedző:         |    |                     |       |
| Dragoslav Albijanic |    |                     |       |

Asszisztensek:

 DagAndrew Neeson (északír) (partvonal)

 James Eakin (északír) (partvonal)

Negyedik játékvezető:

 Evan Boyce (északír)

#### Statisztika
| Összesen        | Debrecen | Sutjeska |
| --------------- | -------- | -------- |
| Gól             | 3        | 0        |
| Lövés           | 18       | 7        |
| Kapura lövés    | 7        | 4        |
| Kapus védés     | 3        | 1        |
| Szöglet         | 9        | 2        |
| Les             | 1        | 1        |
| Szabálytalanság | 11       | 9        |
| Sárga lap       | 1        | 2        |
| Piros lap       | 0        | 0        |

### 2. mérkőzés
| 2015. július 9. 17.30 (CEST) |

| FK Sutjeska Nikšić                              | 2 – 0                         | Debreceni VSC                           |
| ----------------------------------------------- | ----------------------------- | --------------------------------------- |
| Fukui 53' Božović 81' 71' Vučić 41' Nikolić 52' | (0 – 0) Jegyzőkönyv Részletek | 63' Jovanović 81' Mészáros 90+4' Balogh |

| Gradszki stadion, Niksics (Montenegró) Nézőszám: 1 000 Játékvezető: Erik Lambrechts (belga) Asszisztensek: Karel De Rocker, Jo de Weirdt |

Továbbjutott a Debreceni VSC, 3–2-es összesítéssel.
| Sutjeska | Debrecen |

Használt rövidítések (magyar rövidítés – angol rövidítés – poszt):
| - KA – GK – kapus - V – DF – hátvéd - S – SW – söprögető - JV – RB – jobb oldali védő - KV – CB – középső védő - BV – LB – bal oldali védő - JSZV – RWB – jobb szélső védő - BSZV – LWB – bal szélső védő | - KP – MF – középpályás - VKP – DM – védekező középpályás - BKP – LM – bal oldali középpályás - KKP – CM – középső középpályás - JKP – RM – jobb oldali középpályás | - JSZ – RW – jobb szélső - BSZ – LW – bal szélső - TKP – AM – támadó középpályás | - CS – ST, FW – csatár - JCS – RF – jobb oldali csatár - KCS – CF – középső csatár - BCS – LF – bal oldali csatár |

| FK SUTJESKA:        |    |                     |         |
|                     |    |                     |         |
| K                   | 23 | Marko Radović       |         |
| JV                  | 3  | Dejan Ognjanović    |         |
| V                   | 16 | Nikola Stijepović   | 84'     |
| V                   | 22 | Aleksandar Šofranac |         |
| BV                  | 50 | Slavko Lukić        |         |
| JKP                 | 7  | Draško Božović      | 71' 81' |
| TKP                 | 8  | Stevan Kovačević    |         |
| BKP                 | 14 | Jovan Nikolić       | 52'     |
| VKP                 | 21 | Miloš Vučić         | 41' 71' |
| JKP                 | 26 | Matija Vujović      | 90+2'   |
| KCS                 | 99 | Masato Fukui        | 53'     |
| Cserék:             |    |                     |         |
| K                   | 12 | Suad Ličina         |         |
| KP                  | 7  | Srdja Kosović       |         |
| CS                  | 9  | Vladan Karadžić     | 71'     |
| CS                  | 11 | Filip Vorotović     | 90+2'   |
| KP                  | 19 | Stefan Lončar       |         |
| V                   | 24 | Igor Ćuković        |         |
| V                   | 30 | Marko Vučić         | 84'     |
| Vezetőedző:         |    |                     |         |
| Dragoslav Albijanic |    |                     |         |

| DEBRECENI VSC: |    |                      |       |       |
|                |    |                      |       |       |
| K              | 87 | Verpecz István       |       |       |
| JV             | 77 | Aleksandar Jovanović | 63'   |       |
| V              | 17 | Mészáros Norbert     | 81'   |       |
| V              | 25 | Dušan Brković        |       |       |
| BV             | 69 | Korhut Mihály        |       |       |
| JKP            | 88 | Horváth Zsolt        | 46'   |       |
| KP             | 33 | Varga József         |       |       |
| KP             | 55 | Szakály Péter        | 90+1' |       |
| BKP            | 27 | Bódi Ádám            |       |       |
| JCS            | 70 | Kulcsár Tamás        | 73'   |       |
| BCS            | 26 | Sidibe               |       |       |
| Cserék:        |    |                      |       |       |
| K              | 22 | Božidar Radošević    |       |       |
| KP             | 6  | Zsidai László        |       |       |
| CS             | 16 | Balogh Norbert       | 73'   | 90+4' |
| V              | 24 | Igor Morozov         | 90+1' |       |
| V              | 28 | Nagy Zoltán          |       |       |
| CS             | 44 | Tisza Tibor          |       |       |
| CS             | 66 | Szécsi Márk          | 46'   |       |
| Vezetőedző:    |    |                      |       |       |
| Kondás Elemér  |    |                      |       |       |

Asszisztensek:

 Karel De Rocker (belga) (partvonal)

 Jo de Weirdt (belga) (partvonal)

Negyedik játékvezető:

 Wim Smet (belga)

#### Statisztika
| Összesen        | Sutjeska | Debrecen |
| --------------- | -------- | -------- |
| Gól             | 2        | 0        |
| Lövés           | 8        | 9        |
| Kapura lövés    | 4        | 4        |
| Kapus védés     | 1        | 1        |
| Szöglet         | 3        | 2        |
| Les             | 2        | 2        |
| Szabálytalanság | 20       | 20       |
| Sárga lap       | 3        | 3        |
| Piros lap       | 0        | 0        |

## Európa-liga, 2. selejtezőkör
A 2. selejtezőkör sorsolását az 1. selejtezőkör sorsolásával azonos napon tartották. A Debrecen ellenfele a lett Skonto FK és az ír Saint Patrick’s mérkőzés továbbjutója lett.
A Skonto FK a lett bajnokság második helyezettjeként indulhatott az Európa-liga küzdelmeiben. A balti együttes az 1. selejtezőkörben 4–1-es összesítéssel lépett túl az ír Saint Patrick’son.

### 1. mérkőzés
| 2015. július 16. 18.00 (CEST) |

| Skonto FK                                                   | 2 – 2               | Debreceni VSC                                                                 |
| ----------------------------------------------------------- | ------------------- | ----------------------------------------------------------------------------- |
| Karašausks 27' 47' Timofejevs 80' Kozlovs 77' Murillo 90+4' | (1 – 1) Jegyzőkönyv | 9' 33' Tisza 72' Castillion 40' Jovanović 64' Korhut 89' Mészáros 90' Brković |

| Skonto stadions, Riga Nézőszám: 2 000 Játékvezető: Mads-Kristoffer Kristoffersen (dán) Asszisztensek: Lars Rix, Henrik Sønderby |

| Skonto | Debrecen |

Használt rövidítések (magyar rövidítés – angol rövidítés – poszt):
| - KA – GK – kapus - V – DF – hátvéd - S – SW – söprögető - JV – RB – jobb oldali védő - KV – CB – középső védő - BV – LB – bal oldali védő - JSZV – RWB – jobb szélső védő - BSZV – LWB – bal szélső védő | - KP – MF – középpályás - VKP – DM – védekező középpályás - BKP – LM – bal oldali középpályás - KKP – CM – középső középpályás - JKP – RM – jobb oldali középpályás | - JSZ – RW – jobb szélső - BSZ – LW – bal szélső - TKP – AM – támadó középpályás | - CS – ST, FW – csatár - JCS – RF – jobb oldali csatár - KCS – CF – középső csatár - BCS – LF – bal oldali csatár |

| SKONTO FK:   |    |                       |         |
|              |    |                       |         |
| K            | 32 | Andrejs Pavlovs       |         |
| JV           | 2  | Oļegs Timofejevs      | 80'     |
| KV           | 3  | Renārs Rode           |         |
| BV           | 35 | Vladislavs Sorokins   |         |
| JKP          | 11 | Edgars Jermolajevs    |         |
| KP           | 8  | Ivan "Mena" Murillo   | 90+4'   |
| KP           | 10 | Igors Kozlovs         |         |
| BKP          | 9  | Aleksejs Višņakovs    | 71'     |
| JCS          | 12 | Vladislavs Gutkovskis | 57'     |
| CS           | 17 | Andrejs Kovaļovs      | 77'     |
| BCS          | 25 | Artūrs Karašausks     | 27' 47' |
| Cserék:      |    |                       |         |
| K            | 1  | Germans Māliņš        |         |
| V            | 5  | Ņikita Bērenfelds     |         |
| V            | 19 | Vjačeslavs Isajevs    | 57'     |
| CS           | 22 | Ņikita Ivanovs        |         |
| V            | 26 | Davis Sandis Strods   |         |
| KP           | 29 | Ivan Lukanyuk         | 71'     |
| KP           | 30 | Dāvis Indrāns         |         |
| Vezetőedző:  |    |                       |         |
| Tamaz Pertia |    |                       |         |

| DEBRECENI VSC: |    |                      |            |
|                |    |                      |            |
| K              | 87 | Verpecz István       |            |
| JV             | 77 | Aleksandar Jovanović | 40'        |
| KV             | 25 | Dušan Brković        | 90'        |
| KV             | 17 | Mészáros Norbert     | 89'        |
| BV             | 69 | Korhut Mihály        | 64'        |
| JKP            | 44 | Tisza Tibor          | 9' 33' 80' |
| TKP            | 33 | Varga József         |            |
| KP             | 55 | Szakály Péter        |            |
| BKP            | 27 | Bódi Ádám            |            |
| JCS            | 16 | Balogh Norbert       | 90+3'      |
| BCS            | 26 | Ibrahima Sidibe      | 71'        |
| Cserék:        |    |                      |            |
| K              | 22 | Božidar Radošević    |            |
| V              | 18 | Máté Péter           |            |
| V              | 24 | Igor Morozov         |            |
| V              | 28 | Nagy Zoltán          |            |
| CS             | 66 | Szécsi Márk          | 80'        |
| CS             | 88 | Horváth Zsolt        | 90+3'      |
| CS             | 91 | Geoffrey Castillion  | 71' 72'    |
| Vezetőedző:    |    |                      |            |
| Kondás Elemér  |    |                      |            |

Asszisztensek:

 Lars Rix (dán) (partvonal)

 Henrik Sønderby (dán) (partvonal)

Negyedik játékvezető:

 Michael Tykgaard (dán)

#### Statisztika
| Összesen        | Skonto | Debrecen |
| --------------- | ------ | -------- |
| Gól             | 2      | 2        |
| Lövés           | 8      | 20       |
| Kapura lövés    | 2      | 7        |
| Kapus védés     | 3      | 4        |
| Szöglet         | 6      | 3        |
| Les             | 1      | 1        |
| Szabálytalanság | 9      | 18       |
| Sárga lap       | 3      | 5        |
| Piros lap       | 0      | 0        |

### 2. mérkőzés
| 2015. július 23. 17.00 (CEST) |

| Debreceni VSC                                                                                                 | 9 – 2               | Skonto FK                                                            |
| --- | ------------------- | -------------------------------------------------------------------- |
| Tisza 7' 45+2' Balogh 12' Sidibe 29' 31' Brković 51' Szakály 54' (11-esből) Bódi 58' Castillion 70' Varga 38' | (5 – 0) Jegyzőkönyv | 59' Gutkovskis 65' Rode 27′, 80′ Kovalovs 57' Indrāns 72' Timofejevs |

| Nagyerdei stadion, Debrecen Nézőszám: 8 532 Játékvezető: Vitalij Meshkov (orosz) Asszisztensek: Anton Averjanov, Igor Demesko |

| Debrecen | Skonto |

Használt rövidítések (magyar rövidítés – angol rövidítés – poszt):
| - KA – GK – kapus - V – DF – hátvéd - S – SW – söprögető - JV – RB – jobb oldali védő - KV – CB – középső védő - BV – LB – bal oldali védő - JSZV – RWB – jobb szélső védő - BSZV – LWB – bal szélső védő | - KP – MF – középpályás - VKP – DM – védekező középpályás - BKP – LM – bal oldali középpályás - KKP – CM – középső középpályás - JKP – RM – jobb oldali középpályás | - JSZ – RW – jobb szélső - BSZ – LW – bal szélső - TKP – AM – támadó középpályás | - CS – ST, FW – csatár - JCS – RF – jobb oldali csatár - KCS – CF – középső csatár - BCS – LF – bal oldali csatár |

| DEBRECENI VSC: |    |                      |                |
|                |    |                      |                |
| K              | 87 | Verpecz István       |                |
| JV             | 77 | Aleksandar Jovanović |                |
| V              | 25 | Dušan Brković        | 71'            |
| V              | 17 | Mészáros Norbert     |                |
| BV             | 69 | Korhut Mihály        |                |
| JKP            | 27 | Bódi Ádám            | 58' 62'        |
| KP             | 33 | Varga József         | 38' 46'        |
| BKP            | 55 | Szakály Péter        | 54' (11-esből) |
| JCS            | 16 | Balogh Norbert       | 12' 56'        |
| CS             | 44 | Tisza Tibor          | 7' 45+2'       |
| BCS            | 26 | Ibrahima Sidibe      | 29' 31'        |
| Cserék:        |    |                      |                |
| K              | 22 | Božidar Radošević    |                |
| KP             | 6  | Zsidai László        | 46'            |
| KP             | 15 | Sós Bence            |                |
| V              | 18 | Máté Péter           |                |
| V              | 28 | Nagy Zoltán          |                |
| CS             | 88 | Horváth Zsolt        | 62'            |
| CS             | 91 | Geoffrey Castillion  | 56' 70'        |
| Vezetőedző:    |    |                      |                |
| Kondás Elemér  |    |                      |                |

| SKONTO BK:   |    |                       |          |
|              |    |                       |          |
| K            | 32 | Andrejs Pavlovs       |          |
| JV           | 2  | Oļegs Timofejevs      | 72'      |
| KV           | 3  | Renārs Rode           | 65'      |
| BV           | 35 | Vladislavs Sorokins   |          |
| JKP          | 11 | Edgars Jermolajevs    |          |
| KP           | 8  | Ivan "Mena" Murillo   | 54'      |
| KP           | 10 | Igors Kozlovs         |          |
| BKP          | 9  | Aleksejs Višņakovs    | 46'      |
| JCS          | 12 | Vladislavs Gutkovskis | 59'      |
| CS           | 17 | Andrejs Kovaļovs      | 27′, 80′ |
| BCS          | 25 | Artūrs Karašausks     | 61'      |
| Cserék:      |    |                       |          |
| K            | 1  | Germans Māliņš        |          |
| V            | 5  | Ņikita Bērenfelds     | 46'      |
| CS           | 22 | Ņikita Ivanovs        |          |
| CS           | 23 | Jurijs Krivošeja      |          |
| V            | 26 | Davis Sandis Strods   |          |
| KP           | 29 | Ivan Lukanyuk         | 61'      |
| KP           | 30 | Dāvis Indrāns         | 54' 57'  |
| Vezetőedző:  |    |                       |          |
| Tamaz Pertia |    |                       |          |

Asszisztensek:

 Anton Averjanov (orosz) (partvonal)

 Igor Demesko (orosz) (partvonal)

Negyedik játékvezető:

 Vladimir Moskalev (orosz)

#### Statisztika
| Összesen        | Debrecen | Skonto |
| --------------- | -------- | ------ |
| Gól             | 3        | 0      |
| Lövés           | 30       | 9      |
| Kapura lövés    | 14       | 4      |
| Kapus védés     | 5        | 0      |
| Szöglet         | 6        | 2      |
| Les             | 2        | 3      |
| Szabálytalanság | 15       | 16     |
| Sárga lap       | 1        | 4      |
| Piros lap       | 0        | 1      |

Továbbjutott a Debreceni VSC, 11–4-es összesítéssel.

## Európa-liga, 3. selejtezőkör
A 3. selejtezőkör sorsolását 2015. július 17-én tartották. A Debreceni VSC a norvég Rosenborg BK együttesével küzd meg a rájátszásért. A norvég csapat az 1. selejtezőkörben a feröeri Víkingur Gøta csapatát 2–0-s összesítéssel, míg a 2. selejtezőkörben az izlandi KR Reykjavík alakulatát 4–0-s összesítéssel búcsúztatta.

### 1. mérkőzés
| 2015. július 30. 20.00 |

| Debreceni VSC                             | 2 – 3               | Rosenborg BK                      |
| ----------------------------------------- | ------------------- | --------------------------------- |
| Balogh 33' Bódi 90' Varga 49' Brković 57' | (1 – 0) Jegyzőkönyv | 52' 87' Mikkelsen 58' 45' Helland |

| Nagyerdei stadion, Debrecen Nézőszám: 10 532 Játékvezető: Neil Doyle (ír) Asszisztensek: Mark Gavin, Robert Clarke |

| Debrecen | Rosenborg |

Használt rövidítések (magyar rövidítés – angol rövidítés – poszt):
| - KA – GK – kapus - V – DF – hátvéd - S – SW – söprögető - JV – RB – jobb oldali védő - KV – CB – középső védő - BV – LB – bal oldali védő - JSZV – RWB – jobb szélső védő - BSZV – LWB – bal szélső védő | - KP – MF – középpályás - VKP – DM – védekező középpályás - BKP – LM – bal oldali középpályás - KKP – CM – középső középpályás - JKP – RM – jobb oldali középpályás | - JSZ – RW – jobb szélső - BSZ – LW – bal szélső - TKP – AM – támadó középpályás | - CS – ST, FW – csatár - JCS – RF – jobb oldali csatár - KCS – CF – középső csatár - BCS – LF – bal oldali csatár |

| DEBRECENI VSC: |    |                      |     |
|                |    |                      |     |
| K              | 87 | Verpecz István       |     |
| JV             | 77 | Aleksandar Jovanović |     |
| V              | 18 | Máté Péter           |     |
| KV             | 25 | Dušan Brković        | 57' |
| BV             | 69 | Korhut Mihály        |     |
| VKP            | 33 | Varga József         | 49' |
| JKP            | 44 | Tisza Tibor          | 84' |
| KP             | 55 | Szakály Péter        | 84' |
| BKP            | 27 | Bódi Ádám            | 90' |
| JCS            | 16 | Balogh Norbert       | 33' |
| BCS            | 26 | Ibrahima Sidibe      | 64' |
| Cserék:        |    |                      |     |
| K              | 22 | Božidar Radošević    |     |
| KP             | 6  | Zsidai László        | 84' |
| CS             | 10 | Rene Mihelič         | 84' |
| V              | 17 | Mészáros Norbert     |     |
| V              | 24 | Igor Morozov         |     |
| CS             | 88 | Horváth Zsolt        |     |
| CS             | 91 | Geoffrey Castillion  | 64' |
| Vezetőedző:    |    |                      |     |
| Kondás Elemér  |    |                      |     |

| ROSENBORG BK:     |    |                       |               |
|                   |    |                       |               |
| K                 | 1  | André Hansen          |               |
| JV                | 22 | Jonas Svensson        |               |
| KV                | 5  | Hólmar Eyjólfsson     |               |
| KV                | 16 | Jørgen Skjelvik       |               |
| BV                | 3  | Mikael Dorsin         |               |
| JKP               | 7  | Mike Jensen           |               |
| KP                | 20 | Ole Selnæs            |               |
| BKP               | 21 | Fredrik Midtsjø       |               |
| JCS               | 23 | Pål André Helland     | 45' 58' 73'   |
| CS                | 15 | Alexander Søderlund   | 80'           |
| BCS               | 11 | Tobias Mikkelsen      | 52' 87' 90+1' |
| Cserék:           |    |                       |               |
| K                 | 12 | Alexander Hansen      |               |
| CS                | 9  | Riku Riski            | 90+1'         |
| CS                | 10 | Matthías Vilhjálmsson | 80'           |
| V                 | 14 | Johan Lædre Bjørdal   |               |
| CS                | 17 | Emil Nielsen          |               |
| KP                | 18 | Magnus Stamnestrø     |               |
| CS                | 19 | Yann-Erik de Lanlay   | 73'           |
| Vezetőedző:       |    |                       |               |
| Kåre Ingebrigtsen |    |                       |               |

Asszisztensek:

 Mark Gavin (ír) (partvonal)

 Robert Clarke (ír) (partvonal)

Negyedik játékvezető:

 Tomas Connolly (ír)

#### Statisztika
| Összesen        | Debrecen | Rosenborg |
| --------------- | -------- | --------- |
| Gól             | 2        | 3         |
| Lövés           | 15       | 13        |
| Kapura lövés    | 3        | 5         |
| Kapus védés     | 7        | 1         |
| Szöglet         | 6        | 9         |
| Les             | 5        | 1         |
| Szabálytalanság | 11       | 13        |
| Sárga lap       | 2        | 1         |
| Piros lap       | 0        | 0         |

### 2. mérkőzés
A mérkőzést megelőző Budapest Honvéd elleni bajnoki összecsapáson a csapatkapitány Szakály Péter combhajlítója beszakadt, így biztosan el sem utazik a csapattal és kénytelen kihagyni a visszavágót.

#### Beharangozó
A találkozót megelőző hétvégén a párharc mindkét csapata bajnoki találkozót játszott. A hajdúsági együttes Budapest Honvéd ellen végzett 3–3-ra úgy, hogy a találkozón kétszer állt fel két gólos hátrányból (0–2-ről és 1–3-ról), Castillion, Balogh és Tisza voltak a gólszerzők. A norvég Rosenborg a 13. helyezett Sarpsborgot fogadta, de csak nehezen tudta legyőzni alsóházi riválisát, de végül 3–2-re hozta az összecsapást. A hazaiak nyugodtan várhatják ezt a találkozót, hiszen az odavágón győzni tudtak, méghozzá úgy, hogy három gólt is szereztek idegenben. Azt, hogy mégsem veszik félvállról a találkozót jelzi, hogy a norvégok vezetőedzője három alapemberét is pihentette a hétvégi bajnokin. A trondheimiek kiváló formában vannak, a bajnokságban utolsó három mérkőzésüket megnyerték, és hétpontos előnnyel vezetik a tabellát, az Európa-ligában pedig eddigi öt találkozójukból négyet megnyertek, és csak egy meccsen végeztek 0–0-s döntetlenre.

#### Találkozó előtti nyilatkozatok
„Bizakodó vagyok, ugyanakkor az előny ellenére nagyon komolyan kell vennünk a visszavágót. Ellenfelünk akcióira kötelező figyelnünk majd, mert a debreceni mérkőzésen, főleg az elején letámadtak minket, és veszélyesek tudtak lenni. Hazai pályán meg kell próbálnunk nyomás alatt tartani őket, és minél több helyzetet kialakítani. Vélhetően ugyanaz a csapat játszik majd a visszavágón, mint az első mérkőzésen.”

– Kare Ingebrigtsen, a Rosenborg vezetőedzője.

„Mindenki láthatta egy héttel ezelőtt, hogy a Rosenborg erős gárda. Fordulatos meccset játszottunk velük, ők is megmutatták az erényeiket, és mi is sokszor zavarba hoztuk őket – nyilván építkezünk a tapasztalatokból. Az biztos, nem úgy lépünk pályára, hogy a hátunkat mintásra nyomja a saját kapunk hálója. Gólokat kell szereznünk, ennek megfelelően játszunk.”

– Kondás Elemér, a DVSC-TEVA vezetőedzője.

„Nagyon jó meccsre számítok. Sajnos az első mérkőzés nem úgy sikerült, ahogy elterveztük. Az odavágón hatékonyan és karakteresen játszottunk, de a védekezésnél jobban oda kellett volna figyelnünk, három gólt kaptunk kontrából. Ha nem tudunk jól visszazárni, akkor egy ilyen ellenfél ezt kihasználja. Remek csapatunk van sok minőségi játékossal, csak ezekre az apró részletekre kell odafigyelnünk. Trondheimben először is összeszedetten kell védekeznünk, majd a helyzeteinket értékesítenünk kell. A Rosenborg egy rendkívül erős együttes, a játékosaik pedig kiváló kondícióban vannak, és jó tempót diktálnak. Figyelnünk kell az átadásaikra és a távoli lövéseikre. Debrecenben az ellenfélből egyénileg senki sem nyújtott túl kiemelkedőt, de csapatként nagyon jól funkcionáltak, vélhetően így lesz ez a visszavágón is. Hinnünk kell abban, hogy továbbjuthatunk, mert a labdarúgásban bármi megtörténhet.”

– Aleksandar Jovanović, a DVSC-TEVA boszniai védője.

| 2015. augusztus 6. 19.00 |

| Rosenborg BK                         | 3 – 1               | Debreceni VSC                             |
| ------------------------------------ | ------------------- | ----------------------------------------- |
| Søderlund 27' Jensen 40' Midtsjø 86' | (2 – 1) Jegyzőkönyv | 43' Castillion 45+1′, 48′ Máté 90+3' Bódi |

| Lerkendal Stadion, Trondheim (Norvégia) Nézőszám: 12 919 Játékvezető: Clayton Pisani (máltai) Asszisztensek: Alan Camilleri, Edward Spiteri |

| Rosenborg | Debrecen |

Használt rövidítések (magyar rövidítés – angol rövidítés – poszt):
| - KA – GK – kapus - V – DF – hátvéd - S – SW – söprögető - JV – RB – jobb oldali védő - KV – CB – középső védő - BV – LB – bal oldali védő - JSZV – RWB – jobb szélső védő - BSZV – LWB – bal szélső védő | - KP – MF – középpályás - VKP – DM – védekező középpályás - BKP – LM – bal oldali középpályás - KKP – CM – középső középpályás - JKP – RM – jobb oldali középpályás | - JSZ – RW – jobb szélső - BSZ – LW – bal szélső - TKP – AM – támadó középpályás | - CS – ST, FW – csatár - JCS – RF – jobb oldali csatár - KCS – CF – középső csatár - BCS – LF – bal oldali csatár |

| ROSENBORG BK:     |    |                       |         |
|                   |    |                       |         |
| K                 | 1  | André Hansen          |         |
| JV                | 22 | Jonas Svensson        |         |
| KV                | 5  | Hólmar Eyjólfsson     |         |
| KV                | 14 | Johan Lædre Bjørdal   |         |
| BV                | 16 | Jørgen Skjelvik       |         |
| JKP               | 7  | Mike Jensen           | 40' 90' |
| KP                | 20 | Ole Selnæs            |         |
| BKP               | 21 | Fredrik Midtsjø       | 82'     |
| JCS               | 23 | Pål André Helland     |         |
| CS                | 15 | Alexander Søderlund   | 27' 77' |
| BCS               | 11 | Tobias Mikkelsen      |         |
| Cserék:           |    |                       |         |
| K                 | 12 | Alexander Hansen      |         |
| V                 | 3  | Mikael Dorsin         |         |
| KP                | 8  | Morten Gamst Pedersen |         |
| CS                | 10 | Matthías Vilhjálmsson | 77' 86' |
| CS                | 19 | Yann-Erik de Lanlay   |         |
| KP                | 32 | John Hou Saeter       | 82'     |
| KP                | 34 | Sivert Solli          | 90'     |
| Vezetőedző:       |    |                       |         |
| Kåre Ingebrigtsen |    |                       |         |

| DEBRECENI VSC: |    |                      |            |
|                |    |                      |            |
| K              | 87 | Verpecz István       |            |
| JV             | 77 | Aleksandar Jovanović |            |
| KV             | 17 | Mészáros Norbert     |            |
| KV             | 18 | Máté Péter           | 45+1′, 48′ |
| BV             | 69 | Korhut Mihály        |            |
| JKP            | 27 | Bódi Ádám            | 90+3'      |
| TKP            | 33 | Varga József         |            |
| JKP            | 44 | Tisza Tibor          | 52'        |
| JCS            | 16 | Balogh Norbert       | 62'        |
| KCS            | 91 | Geoffrey Castillion  | 43'        |
| BCS            | 26 | Ibrahima Sidibe      | 77'        |
| Cserék:        |    |                      |            |
| K              | 22 | Božidar Radošević    |            |
| V              | 5  | Szilvási Péter       |            |
| V              | 6  | Zsidai László        | 62'        |
| CS             | 10 | Rene Mihelič         | 77'        |
| KP             | 11 | Ferenczi János       |            |
| V              | 24 | Igor Morozov         | 52'        |
| CS             | 66 | Szécsi Márk          |            |
| Vezetőedző:    |    |                      |            |
| Kondás Elemér  |    |                      |            |

Asszisztensek:

 Alan Camilleri (máltai) (partvonal)

 Edward Spiteri (máltai) (partvonal)

Negyedik játékvezető:

 Philip Farrugia (máltai)

#### Statisztika
| Összesen        | Rosenborg | Debrecen |
| --------------- | --------- | -------- |
| Gól             | 3         | 1        |
| Lövés           | 9         | 8        |
| Kapura lövés    | 4         | 2        |
| Szöglet         | 14        | 2        |
| Les             | 2         | 1        |
| Szabálytalanság | 18        | 13       |
| Sárga lap       | 0         | 3        |
| Piros lap       | 0         | 1        |

Továbbjutott a Rosenborg BK, 6–3-as összesítéssel.

## UEFA csapat koefficiens
Aktualizálva: 2015. augusztus 6.

### 2015–16-os szezon
Forrás: UEFA
| Csapat        | SGY | SD | SV | GY | D | V | Bónusz | Pont  |
| ------------- | --- | -- | -- | -- | - | - | ------ | ----- |
| Debreceni VSC | 2   | 1  | 3  | 0  | 0 | 0 | 0,000  | 2,500 |

### Évről évre
Forrás
| Szezon    | Koefficiens pontszám (adott szezon) | Összesített pontszám (utolsó 5 szezon alapján) | Helyezés |
| --------- | ----------------------------------- | ---------------------------------------------- | -------- |
| 2004–2005 | 00,833                              | 14,390                                         | 149      |
| 2005–2006 | 00,200                              | 13,840                                         | 152      |
| 2006–2007 | 00,200                              | 11,675                                         | 166      |
| 2007–2008 | 00,200                              | 10,960                                         | 172      |
| 2008–2009 | 00,200                              | 01,633                                         | 242      |
| 2009–2010 | 04,550                              | 05,350                                         | 204      |
| 2010–2011 | 02,550                              | 07,700                                         | 178      |
| 2011–2012 | 00,450                              | 07,950                                         | 174      |
| 2012–2013 | 02,100                              | 09,850                                         | 157      |
| 2013–2014 | 00,675                              | 10,325                                         | 159      |
| 2014–2015 | 01,925                              | 07,700                                         | 206      |
| 2015–2016 | 00,150                              | 05,300                                         | 224      |

Dőlttel a még le nem zárult szezonban elért eredményt jelöltük.